# María Consuelo Araújo Castro
María Consuelo Araújo Castro (Valledupar, 27 ottobre 1971) è una politica e diplomatica colombiana.
È stata Ministro della Cultura nel periodo 2002-2006 e Ministro degli Esteri dal 7 agosto 2006 fino al 28 febbraio 2007, quando si è dimessa per via della crisi politica.

## La crisi
Alla fine del 2006, per i presunti vincoli di alcuni dei suoi familiari con gruppi paramilitari nello scandalo della parapolitica, alcuni senatori del settore dell'opposizione hanno chiesto la sua rinuncia alla carica di Primo Ministro per evitare uno scandalo internazionale. È stata chiamata una prima volta a parlare davanti al Senato della Repubblica e non si è dimessa. Il primo di febbraio c'è stata una manifestazione a Bruxelles per impedire che il governo del Belgio la ricevesse in visita fino a quando non fossero stati chiariti i vincoli del governo Uribe con i paramilitari.
Il 15 febbraio quando è stato arrestato suo fratello Álvaro Araújo Castro e il giorno successivo, quando è partita l'indagine anche del padre Álvaro Araújo Noguera, María Consuelo ha dovuto tornare ad assicurare che nonostante il momento difficile aveva l'ordine del presidente di non rinunciare alla carica.
Durante i giorni seguenti il presidente Álvaro Uribe continuò a mantenerla in carica fino a quando inaspettatamente la mattina del 19 febbraio la "Canciller" ha annunciato in una conferenza stampa le sue dimissioni. 
Lo scandalo della parapolitica ha influito sulla sua carriera, pur non incidendo considerevolmente sul giudizio complessivo in merito alla sua azione politica.
Come suo successore è stato nominato Fernando Araújo Perdomo.